# بوم (بلژیک)
شهر بوم (به فرانسوی: Boom) در ناحیه آنتورپ (ناحیه) در منطقه فلاندری در کشور بلژیک واقع شده‌است.
یکی از مهم‌ترین فستیوال‌های بین‌المللی موسیقی الکترونیک به نام فستیوال تومارولَند، هرساله در آخرین آخرهفته (شنبه و یک‌شنبه) ماه ژوئیه در شهر بوم برگزار می‌شود.